# メルセデス・ベンツ・バイオニック
メルセデス・ベンツ バイオニック（Mercedes-Benz Bionic）は、ダイムラー・クライスラー社傘下のメルセデス・ベンツにより製作されたコンセプトカーである。この車は2005年にワシントンD.C.で開催されたダイムラー・クライスラー イノベーション・シンポジウムで初めて披露された。バイオニックは「ミナミハコフグ」（Ostracion cubicus）を模したボディ形態を有し、SCR技術により窒素酸化物を80%低減している。

## エンジンと性能
バイオニックは出力103 kW のダイレクトインジェクション ディーゼルエンジンにより約3.36 L/100 km（70マイル/USガロン）の燃費を実現している。このエンジンは1600 rpmの回転数で140馬力 (100 kW)の出力と221 ft•lbf (300 N•m)以上のトルクを発揮する。バイオニックの性能は、0 - 60マイル/時の加速に8秒、最高速度は190 km/h (118 mph)強である。

## デザイン
外装デザインはサンゴ礁に棲息する熱帯魚のミナミハコフグを模している。胴体形状の低い抵抗係数（Drag coefficient）と外骨格の強固さによりメルセデス・ベンツはこの魚をバイオニックの造形の手本とすることにし、これがこの車の特徴ある外形に影響を与えた。その他には後輪ホイールに部分的にプラスチックが使用されていることがこの車の軽量さを示している。メルセデス・ベンツは、この車の抵抗係数をそれまで量産車として最低の値であるGM・EV1の0.195よりも低い0.19;と発表している。バイオニックはEV1よりも遥かに広い室内空間を有している一方で、バイオニックのより大きな前面投影面積により全体的な空力性能はEV1の方が良好である。